# St. Vitus (Mittenkirchen)

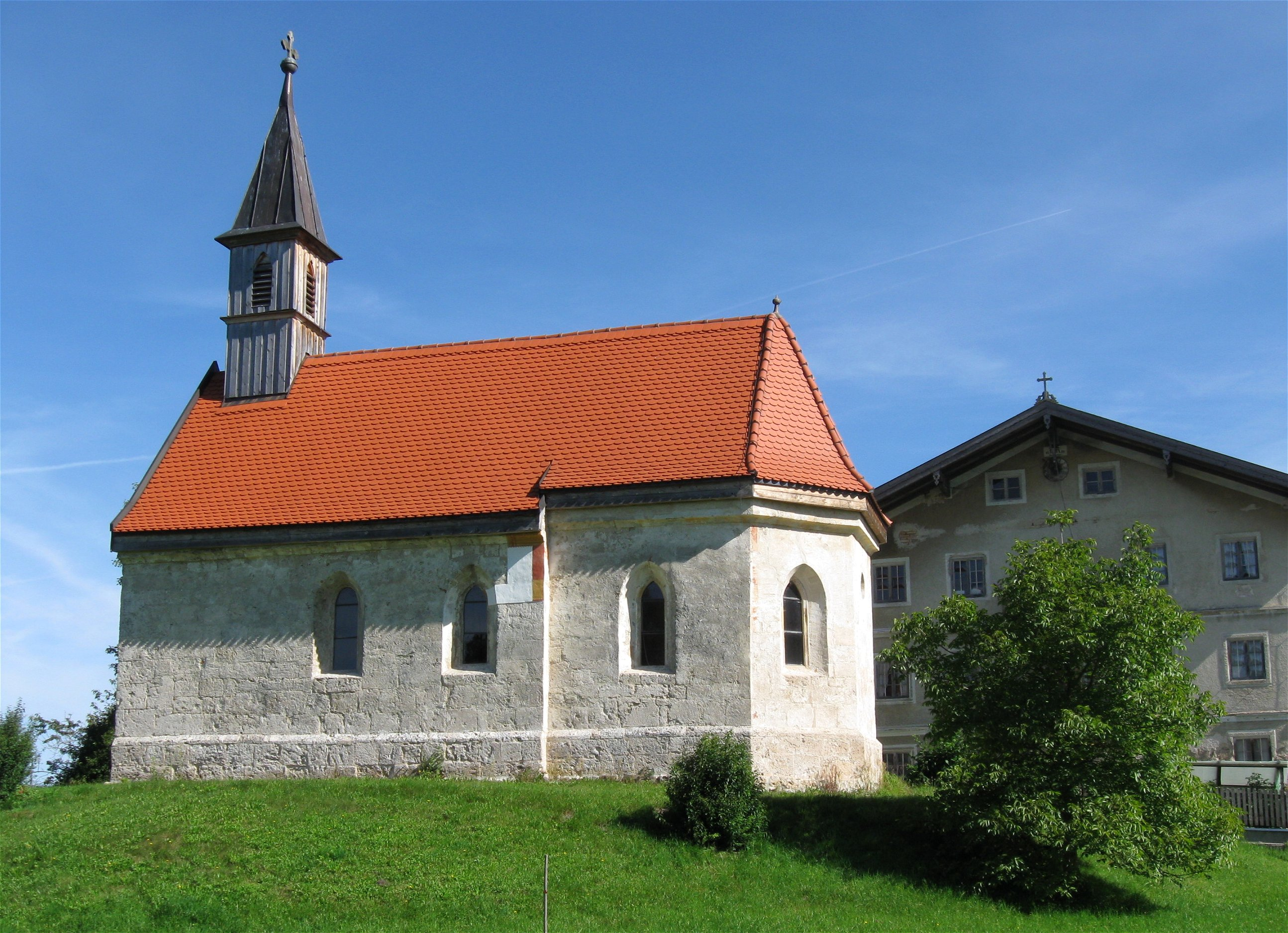
St. Vitus in Mittenkirchen

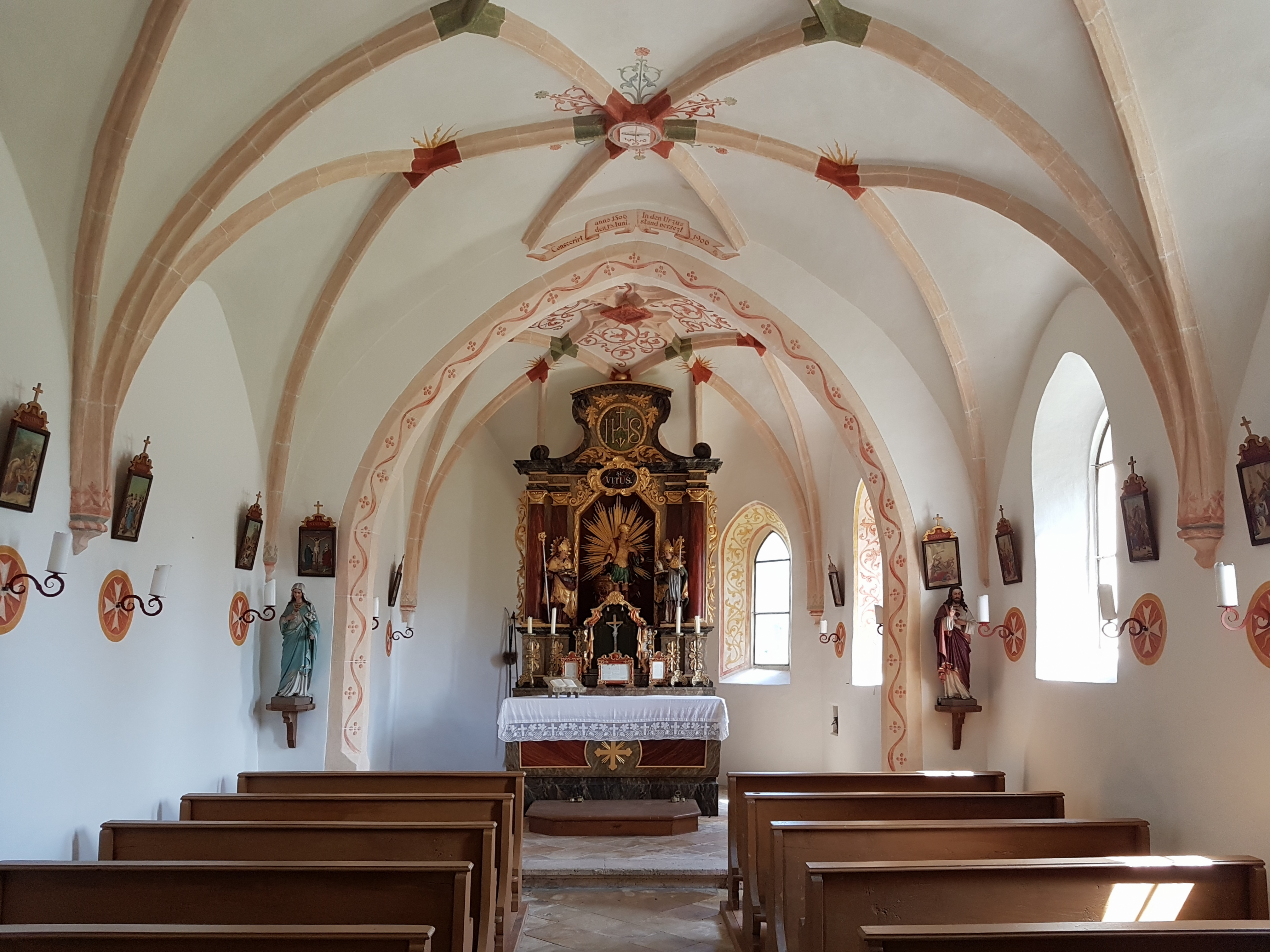
Innenraum

Die römisch-katholische Kapelle St. Vitus steht in Mittenkirchen, einem Gemeindeteil von Weyarn im oberbayerischen Landkreis Miesbach. Sie ist in der Liste der Baudenkmäler in Weyarn unter der Nummer= D-1-82-137-67 eingetragen. Die Kirche gehört zum Erzbistum München und Freising.

## Beschreibung
Die unverputzte, spätgotische Saalkirche wurde 1506 geweiht. Sie besteht aus dem Langhaus zu drei Jochen und dem eingezogenen, dreiseitig geschlossenen Chor im Osten. Auf dem Satteldach des Langhauses erhebt sich im Westen ein quadratischer Dachreiter mit dem Glockenstuhl. Er ist mit einem Pyramidendach bedeckt.
Der Innenraum ist mit einem Netzgewölbe überspannt, das 1906 ornamental ausgemalt wurde. Der barocke Altar wurde 1906 umgearbeitet.